# Afroleptomydas pallidipes
Afroleptomydas pallidipes är en tvåvingeart som beskrevs av Hesse 1969. Afroleptomydas pallidipes ingår i släktet Afroleptomydas och familjen Mydidae. Inga underarter finns listade i Catalogue of Life.